# 威尼托自由堡
威尼托自由堡（義大利語：Castelfranco Veneto）是意大利威尼托大区特雷维索省的一个市镇。总面积50.93平方公里，人口33675人，人口密度661.2人/平方公里（2009年）。国家统计（ISTAT）代码为026012。

## 友好城市
- 加拿大貴湖